# Гроздан Илиев
Гроздан Николов Илиев е български юрист.
Роден е на 1 септември 1948 година в Новоселци (днес Елин Пелин). През 1972 година завършва право в Софийския университет „Климент Охридски“. Работи като прокурор в Елин Пелин (1974 – 1979) и в окръжната прокуратура в София (1979 – 1983), след което е военен съдия, от 1989 година във военната колегия на Върховния съд. След създаването на Върховния касационен съд през 1996 година е негов член, като известно време е заместник-председател и ръководител на наказателната му колегия.
През 2013 година е избран от XLI народно събрание за член на Конституционния съд, след два неуспешни опита на управляващата партия ГЕРБ да излъчи кандидати за поста.